# Gare de Saintes (Belgique)
Ne doit pas être confondu avec la Gare de Saintes en France
La gare de Saintes est une ancienne gare ferroviaire belge de la ligne 94, de Hal à Tournai (frontière) située dans l'ancienne commune de Saintes, faisant désormais partie de la commune de Tubize, en région wallonne dans la province du Brabant wallon.
Elle est mise en service en 1866 pour les Chemins de fer de l’État belge et ferme à tous trafics en 1984.

## Situation ferroviaire
Jusqu'à sa fermeture en 1984, la gare de Saintes se trouvait au point kilométrique (PK) 7,2 de la ligne 94, de Hal à Tournai (frontière), entre les gares, également fermées, de Beert-Bellingen et de Bierghes.

## Histoire
La station de Saintes est mise en service, le 16 janvier 1866 par la Compagnie du chemin de fer direct de Bruxelles à Lille et Calais et directement exploitée par l’Administration des chemins de fer de l’État belge (future SNCB). C'est une des quatre stations intermédiaires ouvertes dès l'inauguration de la ligne de Bruxelles à Ath, raccourcissant le trajet vers Tournai et Lille.
Elle est dotée d'un bâtiment des recettes du type standard en vigueur à l'époque, dit « à pignons à redents ». Identique aux gares de Bassilly et Ghislenghien, désormais détruites, il est pourvu de six travées et d'un grand pignon au centre de chaque façade.
Au fil du temps, ces trois gares ont perdu les pignons en chien-assis de leurs façades longitudinales. Celle de Saintes a aussi perdu ses gradins caractéristiques sur les pignons transversaux alors qu'ils sont restés en place à Bassilly et Ghislenghien jusqu'à la démolition.
La SNCB, arguant du déclin du trafic des voyageurs, décide de supprimer la plupart des gares de la ligne 94 ; Saintes est supprimée avec l'instauration du plan IC-IR, le 3 juin 1984 et le bâtiment est démoli.